# Indisk oxgroda
Indisk oxgroda (Hoplobatrachus tigerinus) är en stor groda som tillhör familjen Dicroglossidae och finns på Indiska halvön och dess grannländer.

## Beskrivning
Den indiska oxgrodan är stor, med en största längd kring 17 cm. Den har en olivgrön till gråaktig ovansida med mörka tecken och vanligen en ljusgul ryggstrimma. Benen har ofta mörka streck eller punktlinjer. Höfternas bakre delar är vanligen mönstrade i svart och gult. Undersidan är vitaktig, även om strupen kan vara mörkare pigmenterad. Huden har vårtor, ordnade i rader. Framfötterna (händerna) saknar simhud, medan bakfötterna har sådan. Under parningstiden blir hanen gulaktig och får parningsvalkar på pekfingret samt mörkblå strupsäckar.

## Utbredning
Den indiska oxgrodan finns i större delen av Indien och Bangladesh, norra Pakistan, södra Nepal samt norra centrala Burma (Myanmar). Fynd från Afghanistan är ännu obekräftade. Arten har inplanterats i Maldiverna och Madagaskar.

## Ekologi
Grodan är halvakvatisk, men tillbringar mesta tiden gömd i strandkantens växtlighet. Den är glupsk, och förtär allt ifrån smågnagare, småfåglar, reptiler som ödlor och unga ormar, mindre grodor, maskar och även i mindre utsträckning växtdelar. Huvudfödan utgörs dock av leddjur, som skalbaggar, steklar, skinnbaggar, mångfotingar samt mollusker.

### Fortplantning
Lektiden sammanfaller i regel med monsunregnen. Hanarna sitter i grunt vatten och ropar på honorna. Slagsmål mellan ropande hanar är inte ovanliga. Honan lägger ett stort antal ägg i flera klumpar.

## Status
Den indiska oxgrodan är klassificerad som livskraftig av IUCN, och populationen är stabil. Vattenföroreningar, torka och byggnation är dock potentiella hot. Den exporterades tidigare i stort antal som en källa till grodlår, men är numera, sedan 1990-talet, fridlyst i Ïndien och Bangladesh.